# Скоуби
Скоуби (на английски: Scobey) е град в окръг Даниълс, щата Монтана, САЩ. Скоуби е с население от 1082 жители (2000) и обща площ от 1,9 km². Намира се на 752 m надморска височина. ZIP кодът му е 59263, а телефонният му код е 406.